# لين باريت
لين باريت (بالإنجليزية: Lynne Barrett)‏ هي كاتِبة أمريكية، ولدت في 14 مايو 1950.